# Graham, Carolina de Nord
Graham este o municipalitate, un oraș și sediul comitatului Alamance, statul  Carolina de Nord, Statele Unite ale Americii. GR6
Localitatea este parte a zonei metropolitane grupate în jurul localității Burlington (în engleză Burlington, North Carolina Metropolitan Statistical Area). O estimare a populației din anul 2008 dădea o valoare de 14.533 de locuitori pentru localitate.